# منزل فوستر للأصدقاء الخياليين
منزل فوستر للأصدقاء الخياليين (بالإنجليزية: Foster's Home for Imaginary Friends) هو مسلسل رسوم متحركة أمريكي من تأليف كريغ مكراكين وانتاج كرتون نتورك ستوديوز بث في قناة كرتون نتورك وقد كان في بداية إنتاجه فيلما لمدة 90 دقيقة في 13 أغسطس 2004 لكن بعد ذلك أنتج مسلسا يعرض لمدة 25 دقيقة فقط وقد انتهى الإنتاج في 3 مايو 2009

## قصة المسلسل
في هذا المنزل الذي أسسته سيدة «فوستر» يجتمع كل الأصدقاء الخياليين من كل أنحاء العالم، وتأتي الدهشة وقمة الخيال من أن هؤلاء الأصدقاء يتحولون إلى أصدقاء حقيقيين، فمجرد أن يتخيل الطفل تفاصيل وسلوك الصديق الذي يتخيله، يجد أمامه هذا الصديق الخيالي صديقًا حقيقيًّا له مشاعر حقيقية، ويقوم بتصرفات وأفعال تحدث في الواقع.
وفي هذا المسلسل، ستجدون الأطفال يتخيلون أصدقاءهم دائمًا في عمر ما بين السابعة والثامنة، وبعد أن يتحولوا إلى أصدقاء حقيقيين، يكون عليهم وهم في هذه السن الصغيرة التصدي لما يقابلهم من مشكلات ومواقف.

## الشخصيات
ماك (مؤدي الصوت: شون ماركيت، المدبلجة العربية: رانيا مروة): طفل بالغ عمره 8 سنوات، يعيش مع والده ووالدته وأخيه «تيرينس» البالغ من العمر 13 عاما وهو يجيد التصرف مع ما يواجهه من مشكلات وهو أفضل صديق خيالي بالنسبة له هو «بلو»، ورغم ذلك، فهما مختلفان في جميع الصفات، حيث إن «ماك» طيب القلب وودود، ويعتمد على صديقه الخيالي «بلو» كثيرًا، لكن «بلو» تصرفاته طائشة وغريبة ويحاول «ماك» دائمًا نصح «بلو» وتعليمه التصرف بطريقة مهذبة ولائقة وماك يحب أكل السكر ويبحث عنه في كل مكان عندما يشعر بحاجته إليه، ويكون مضطربًا وكثير الحركة قبل تناول السكر.
بلو (مؤدي الصوت:كيث فيرجسون، المدبلج العربي: جان صادق (في الموسم الأول إلى الموسم الخامس)، عماد فغالي (الموسم السادس)): أفضل صديق خيالي بالنسبة للطفل «ماك»، وقد تخيله ماك وهو في عمر 3 سنوات ويشبه «بلو» شكل الأسطوانة، وهذا الشكل يجعله مميزًا وغريبًا ورغم أنه الصديق الخيالي المقرب لـ«ماك»، إلا أنه لا يدل أبدًا على شخصية «ماك» فهو سطحي التفكير، وتصرفاته غريبة، وأناني إلى درجة كبيرة ويريد دائمًا التحايل على الأصدقاء في منزل «فوستر»، ويفكر فقط في مصلحته الشخصية، ورغم أنه كثير الأخطاء، إلا أنه يظهر أحيانًا طيبًا وهو يعتذر عن أخطائه وهو يحب لعبة كرة المضرب وكثيرًا ما يفشل في ذلك، ولا يجيد اللعب، ولا يعترف بقلة مهاراته، بل يتحجج بأن مضربه مكسور.
ويلت (مؤدي الصوت: فيل لامار، المدبلج العربي: عبدو حكيم): واحد من الأصدقاء الخياليين، وهو طويل القامة أحمر اللون، ويده اليسرى ملتوية، وعينه مصابة وكل هذه العيوب التي يعاني منها حدثت نتيجة إصابته في إحدى مباريات كرة السلة وهو يتمتع بروح رياضية عالية، ويحاول أن يتصف بهذه الروح في كل جوانب حياته وتصرفاته ومستعد دائمًا للقيام بأي شيء يُطلب منه القيام به ويتصف بالهدوء والطيبة، وفي حالات قليلة يكون عصبيًا وغاضبًا، لكنه سريعًا ما يعتذر عن ذلك بكل لطف وهو يرتدى زى كرة السلة، وقد تخيله صديقه من أجل معاونته في لعب كرة السلة.
إدواردو (مؤدي الصوت: توم كيني، المدبلج العربي: سمير معلوف): واحد من الأصدقاء الخياليين، وهو يتولى حماية أصدقائه، ويتميز بأنه رياضي، له أنياب طويلة، وذيل مدبب، ورأس كبير ويرتدي فراءً بنفسجي اللون، وهو ضخم الجسم، حيث يزن أكثر من 500 رطل ورغم جسمه الضخم، وقوته الكبيرة، إلا أنه مطيع دائمًا، وينفذ كل ما يطلب منه وهو هادئ الطباع، لكنه يصبح مخيفًا ومرعبا عندما يغضب، أو عندما يشعر بأي خطر يهدد أمن وسلامة أصدقائه والأكلة المفضلة عنده هي البطاطس، فهو يحبها كثيرًا.
كوكو : تظهر «كوكو» على هيئة طائر شكله مثل الدجاجة، وتقوم بكتابة كلمة «كوكو» بأشكال وطرق وسرعات مختلفة، يستطيع «ماك» و«بلو» و«إدواردو» فهم ما تقوله وترجمته لبقية الأصدقاء ورغم غرابة شكلها وسلوكها، إلا أنها تتصف بالطيبة والذكاء ولا يعرف أحدٌ مِنَ الأصدقاء مَنْ قام باختراعها أو تخيُّلها، فقد تم اكتشافها في إحدى الجُزر القاحلة البعيدة، من جانب اثنين من المكتشفين وعاملاها كأنها صديقة لهما.
سيدة فوستر (مؤدية الصوت: كاندي ميلو، المدبلجة العربية: إليز نصر (في الموسم الأول إلى الموسم الرابع)، زينة ضاهر (في الموسمين الخامس والسادس)): هي مؤسسة منزل فوستر وهي تتمتع بطاقة عالية على الرغم من أنها مسنة.
السيد هيرمن (مؤدي الصوت: توم كين، المدبلج العربي: ناجي شامل): هو صديق خيالى على شكل أرنب تخيلته السيدة وهي صغيرة ويرتدى زى رئيس الخدم ويضع عدسة على عين واحدة وهو يعتبر مدير البيت وهو يضع قوانين وقواعد صارمة وهو يعاقب كل من يعترضها ودائما يعترضها بلو.
آنسة فرانكي (مؤدية الصوت: غراي ديلايل، المدبلجة العربية: إليز نصر (في الموسم الأول إلى الموسم الرابع)، زينة ضاهر (في الموسمين الخامس والسادس)): هي حفيدة سيدة فوستر عمرها 22 عام وهي مسؤولة التنظيف والرعاية في المنزل ودائما ماتقع في خلافات مع السيد هيرمن.
جو :
الصوت: زينة ضاهر
هي فتاة ثرثارة تأتى أحيانا إلى منزل فوستر وهي تتخيل الأصدقاء الخيالين.
تيرنس :
مؤدية الصوت: تارا سترونغ هو شقيق ماك ويبلغ من العمر 13 عاما وهو شرير وهو دائما ما يوقع ماك في الكوارث ويظهر أمام أمه بالوجه البشوش.

## الجوائز التي حصل عيها المسلسل

### جوائز الآنى
رشح المسلسل لأربع جوائرة إيمى عام 2004 و5 في عام2005

### جوائز الإيمى
حاز على جائزتين من جوائز الإيمى

## روابط خارجية
- الموقع الرسمي
- منزل فوستر للأصدقاء الخياليين في قاعدة بيانات الرسوم المتحركة الكبيرة
- منزل فوستر للأصدقاء الخياليين على موقع IMDb (الإنجليزية)
- منزل فوستر للأصدقاء الخياليين على موقع ميتاكريتيك (الإنجليزية)
- منزل فوستر للأصدقاء الخياليين على موقع روتن توميتوز (الإنجليزية)
- منزل فوستر للأصدقاء الخياليين على موقع ميوزك برينز (الإنجليزية)
- منزل فوستر للأصدقاء الخياليين على موقع كينوبويسك (الروسية)
- منزل فوستر للأصدقاء الخياليين على موقع ألو سيني (الفرنسية)
- منزل فوستر للأصدقاء الخياليين على موقع قاعدة بيانات الفيلم (الإنجليزية)